# Моцоєшть
Моцоєшть, Моцоєшті (рум. Moțoești) — село у повіті Олт в Румунії. Входить до складу комуни Берешть.
Село розташоване на відстані 115 км на захід від Бухареста, 42 км на північний схід від Слатіни, 83 км на північний схід від Крайови, 125 км на південний захід від Брашова.

## Населення
За даними перепису населення 2002 року у селі проживали 134 особи, усі — румуни. Усі жителі села рідною мовою назвали румунську.